# Heiligendamm

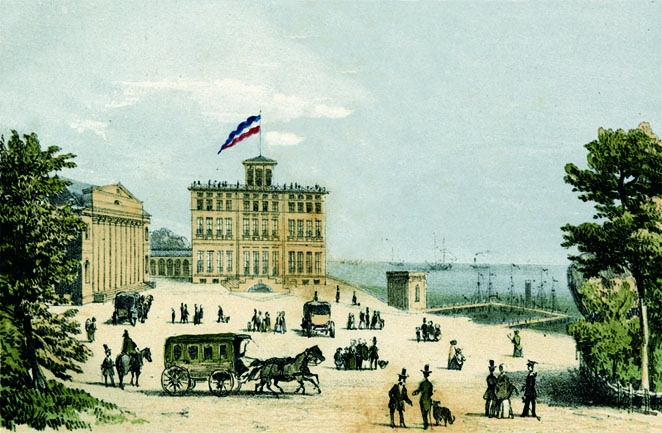
Vue en 1841.

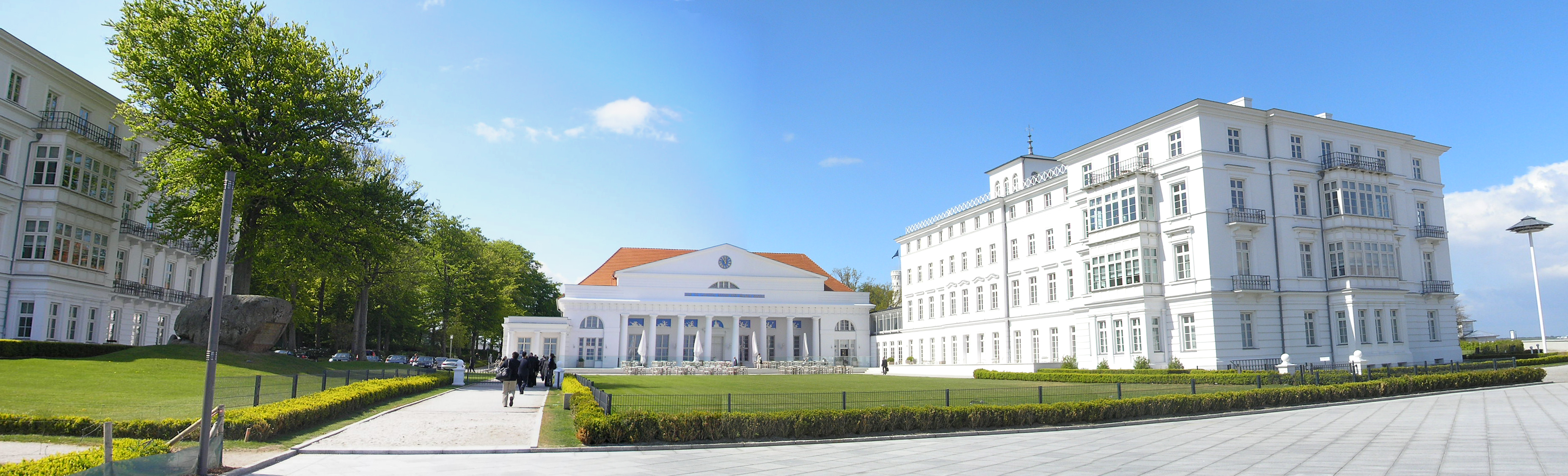
Panorama sur le Kurhaus, en 2007.

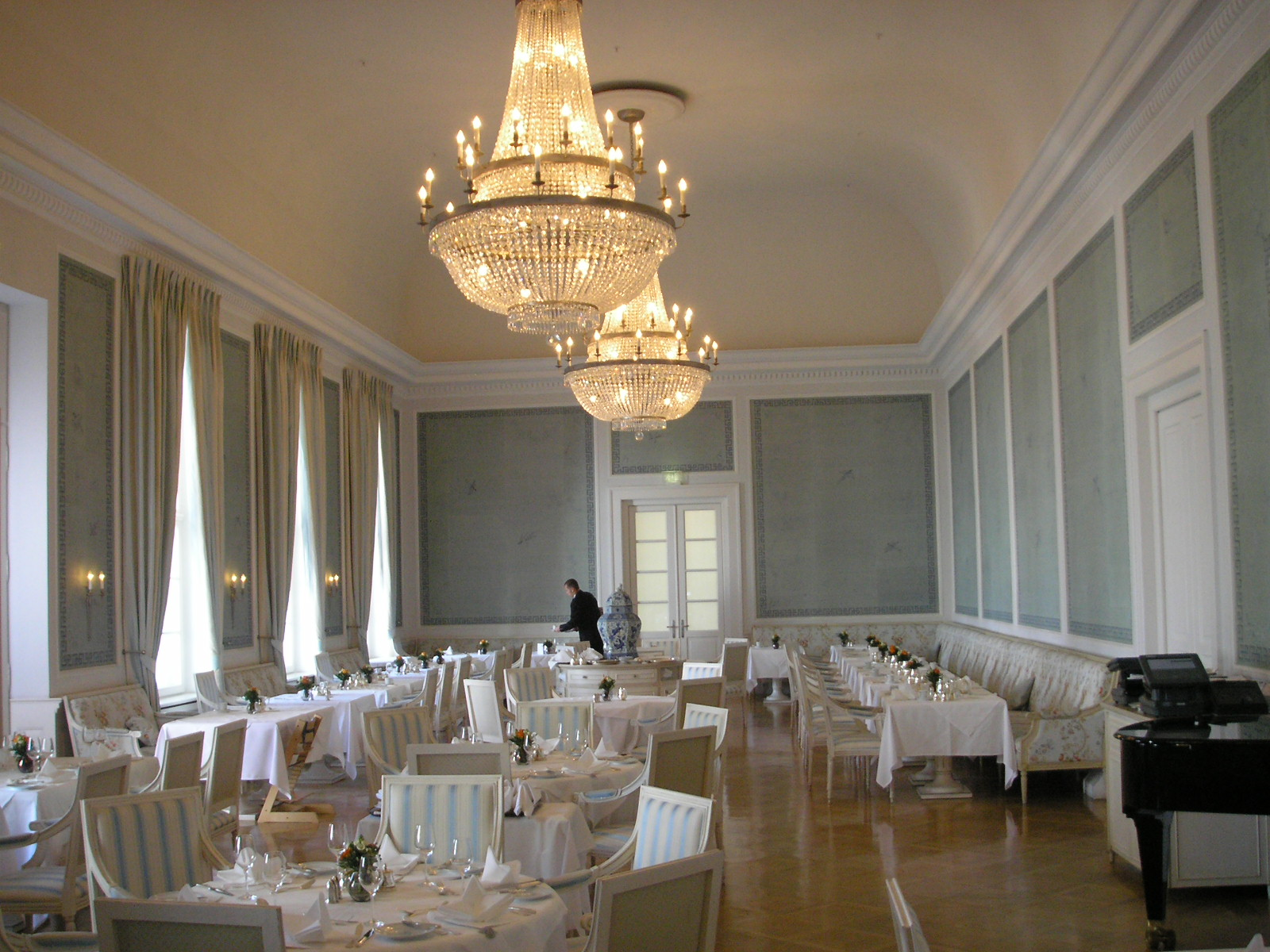
Un salon du Kurhaus.

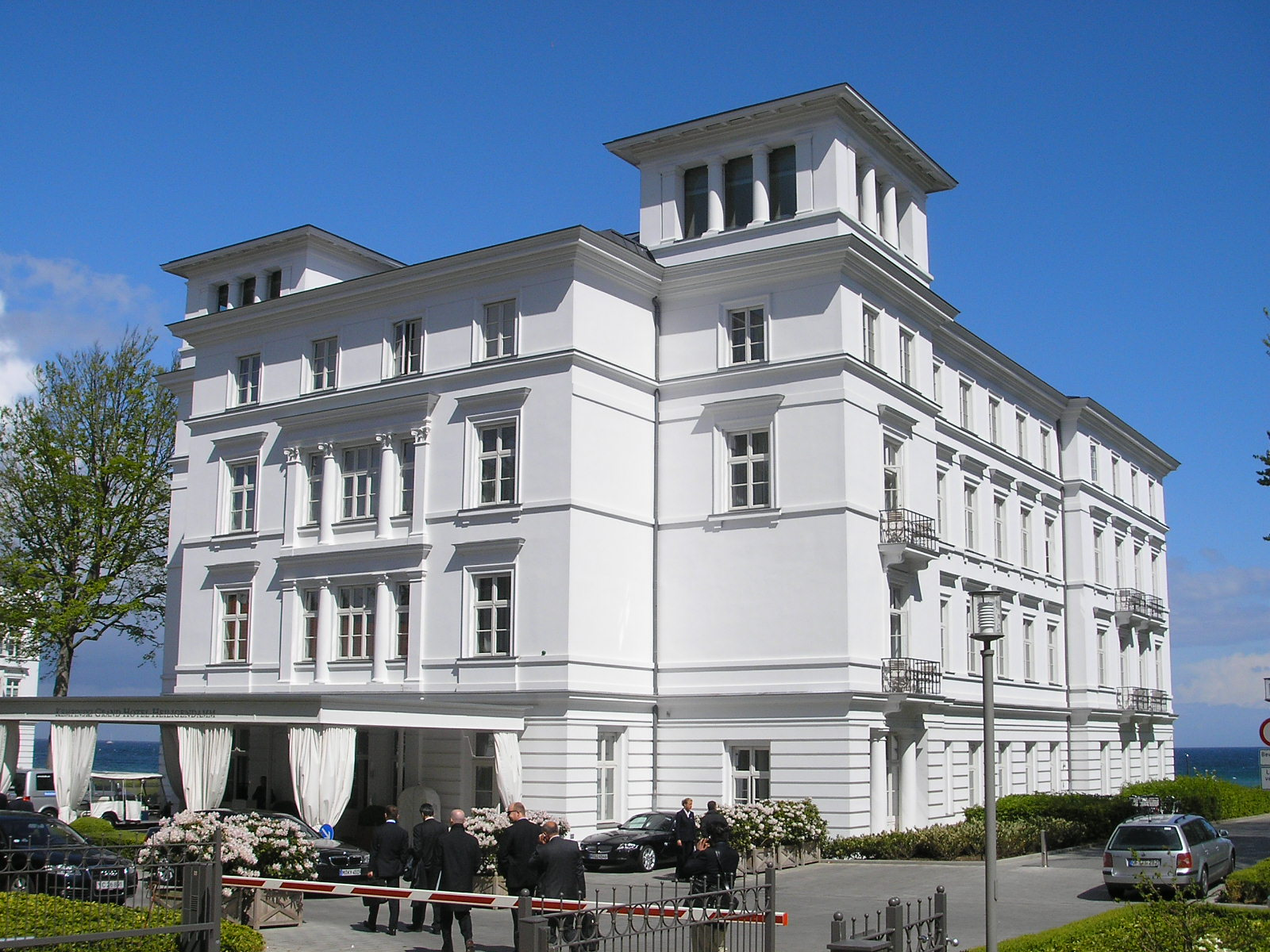
Le grand hôtel d'Heiligendamm.

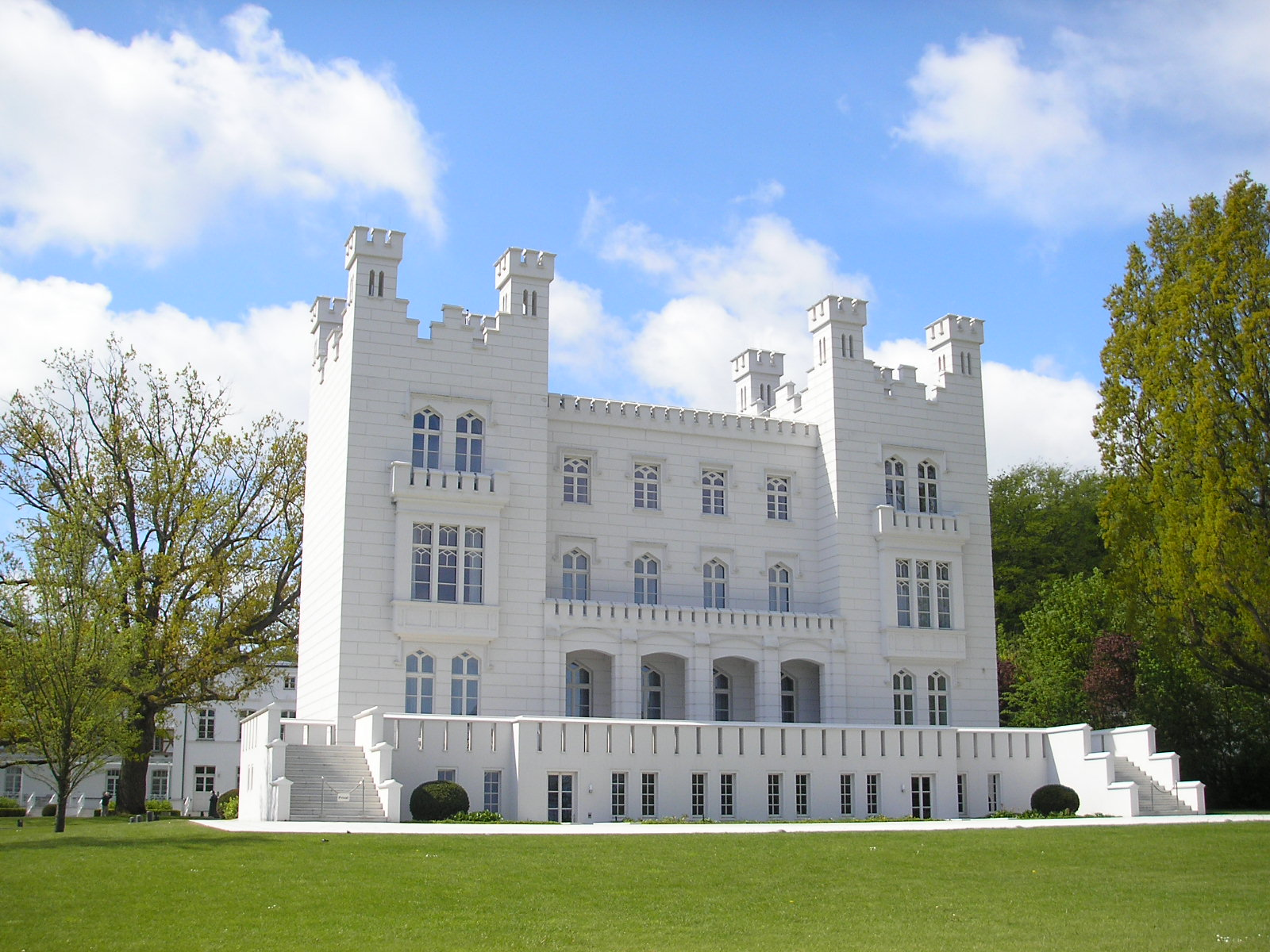
La Burg Hohenzollern.

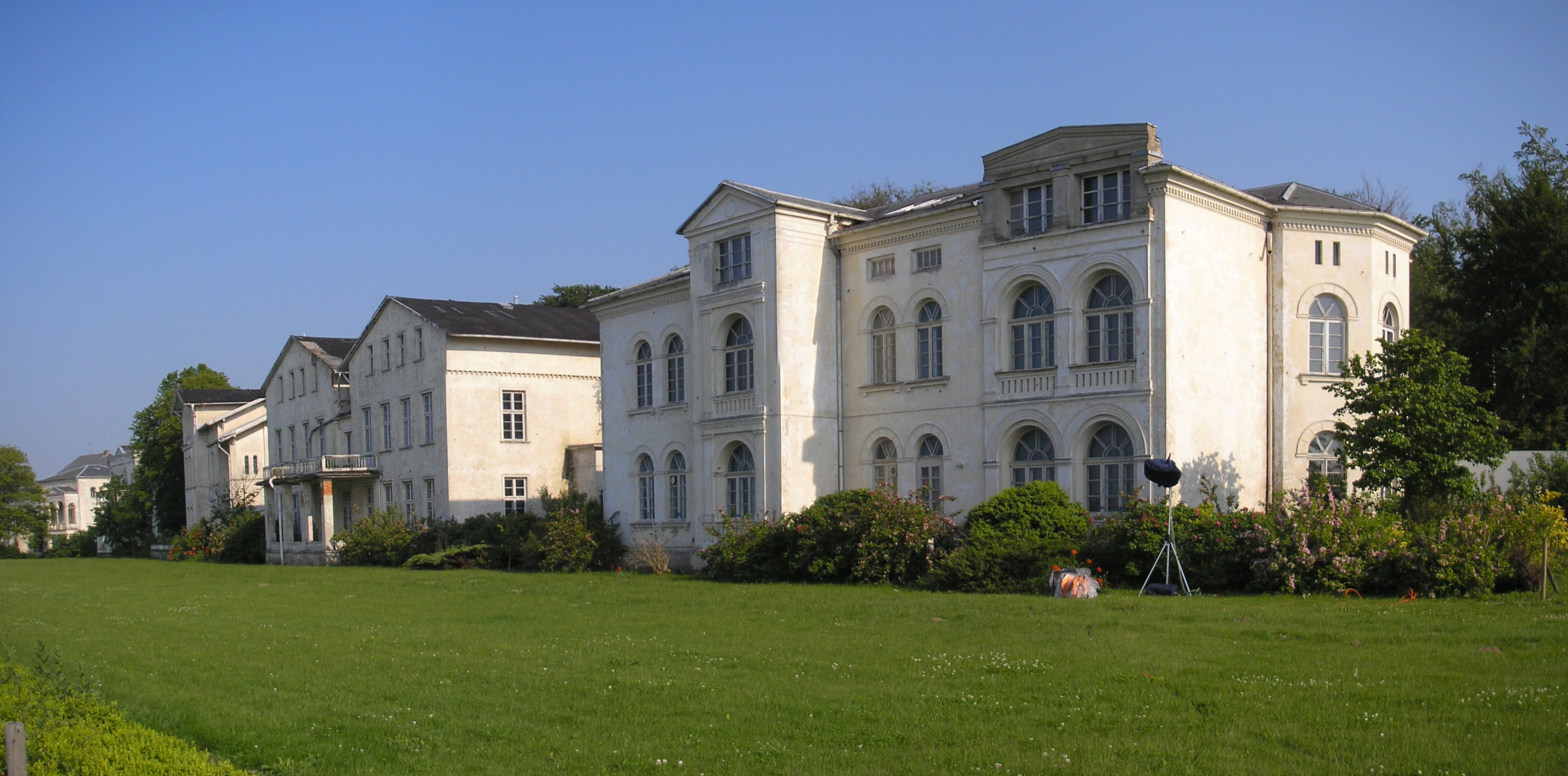
La villa Perlenkette.

Heiligendamm est un quartier excentré de la ville Bad Doberan du Mecklembourg-Poméranie-Occidentale situé sur la mer Baltique. Heiligendamm est la plus ancienne station balnéaire allemande. Elle fut nommée Weiße Stadt am Meer (Ville blanche au bord de la mer) à cause des villas de couleurs blanche le long de la côte. Ayant perdu de son charme avec le temps, elle a retrouvé une renommée internationale lors du sommet annuel du G8 de 2007.

## Histoire
Le premier baigneur et responsable du développement du lieu fut le grand-duc de Mecklembourg Frédéric-François Ier, qui sur les conseils de son médecin Samuel Gottlieb Vogel est venu ici prendre des bains médicaux. Un monument commémoratif rappelle cet événement. Les quatre-vingts années suivantes, Heiligendamm reste sous l'administration ducale.
Johann Christoph Heinrich von Seydewitz, Carl Theodor Severin et Georg Adolf Demmler créèrent entre 1793 et 1870 un chef-d'œuvre de maisons thermales et de villégiatures dans le style classique. Heiligendamm est renommé depuis sa fondation comme étant la station balnéaire la plus jolie d'Allemagne.
Le nom Heiligendamm vient du gros rempart de pierres, mis au jour par la mer de la moraine de l'époque glaciaire.
En 1872, une société par actions appartenant au baron Otto von Kahlden achète l'ensemble pour 500.000 Taler et devient le seul propriétaire en 1885. Son fils Rudolf vend vers 1910 la société à Walter John, neveu de la femme de lettres E. Marlitt (1825-1887). Il dirige la station en faillite et doit ensuite la mettre en vente judiciaire. Trois créanciers de Hambourg et un négociant de Leipzig offrent 1,5 million de Goldmark et créent le "Ostseebad Heiligendamm GmbH". Durant la Première Guerre mondiale, la GmbH, qui était fort endettée, passe peu à peu dans la propriété de la banque Louis Wolff. En 1924, le banquier Oskar Adolf Rosenberg, baron de Redé, achète toutes les parts de la GmbH et la sauve ainsi. En 1939, la station est confisquée par l'armée et devient un hôpital militaire. En 1941, le Troisième Reich paye 1,7 million de Reichsmark à la Dresdner Bank pour prendre le contrôle de la GmbH.
Après la Seconde Guerre mondiale, Heiligendamm passe sous le régime de la RDA. On y implante en 1949 la "Fachschule für angewandte Kunst" (FAK) afin de former des graphistes, des architectes ou bien des orfèvres. Environ 1 500 étudiants y ont été formés jusqu'en été 2000. Depuis le semestre d'hiver 2000-2001, le département réside sur le campus de l'université de Wismar.
À l'époque de la RDA, le campus de la FAK était utilisé pendant les vacances d'été comme colonie de vacances pour les enfants du ministère de la culture ("Ministerium für Kultur" (MfK)). Des enfants de Berlin, ainsi que des enfants de la minorité sorabe ou de la Tchécoslovaquie (Ministère de la culture de la Tchécoslovaquie) passaient ici leur vacances pendant trois semaines à Heiligendamm. Les derniers camps ont eu lieu en 1990.
En 1996, la société "Entwicklungs Company Heiligendamm" (E.C.H.) –  filiale du Groupe Fundus  – rachète pour 18 millions de D-Mark le centre-ville historique. Cinq bâtiments historiques sont rénovés et regroupés pour former l'hôtel cinq étoiles "Kempinski Grand Hôtel Heiligendamm", qui ouvre ses portes au printemps 2003.
La relation entre le propriétaire et la population est très tendue, du fait que certains accès et rues ne sont plus accessibles publiquement, comme une partie des promenades publiques, les accès au parc "Kleiner Wohld" et une partie du  sentier européen E9 qui traversait le centre-ville. De plus, le compromis qui proposait la création d'un chemin d'accès entre la gare et la passerelle d'embarquement n'a pas été construit.
La restauration de tous les bâtiments qui n'appartiennent pas au complexe hôtelier et qui a été garantie contractuellement en septembre 2002, n'a jusqu'à ce jour pas été réalisée. Par contre la villa historique "Perle", datant de 1854, a été démolie le 11 janvier 2007. Les investisseurs ont annoncé la démolition des villas "Schwaan" et "Möwe", le déplacement du monument commémoratif et la transformation de cottage "Alexandrine", qui n'est pas sous protection du patrimoine.
Le 13 juillet 2006, le président américain George W. Bush a passé une nuit à Heiligendamm après sa visite à Stralsund.
Du 6 au 8 juin 2007, s'est tenu le 33e sommet du G8 à Heiligendamm. Le site a été entouré d'une barrière de 12 km de long, pour un coût total de 12,4 millions d'euros.

## À visiter
Le centre-ville historique, ainsi que la passerelle d'embarquement longue de 200 m.
Le chemin de fer à voie étroite "Bäderbahn Molli" passe à Heiligendamm. La ligne va de Kühlungsborn à Bad Doberan. La ligne entre Bad Doberan et Heiligendamm a été construite en 1886.

## Littérature
en langue allemande
- Friedrich Compart: Geschichte des Klosters Doberan. Rostock 1872, Godewind, Börgerende-Rethwisch 2004(Repr.),  (ISBN 978-3-938347-07-2).
- Hans-Jürgen Herbst: Die Reise eines Gesunden in die Seebäder Swinemünde, Putbus und Doberan. Godewind, Wismar 1823, 2005 (Bearb. Neuaufl.),  (ISBN 978-3-938347-73-7).
- Heinrich Hesse: Die Geschichte von Doberan-Heiligendamm. Godewind Verlag, Wismar 1838, 2004 (Bearb. Neuauflage),  (ISBN 978-3-938347-09-6).
- Adolf Nizze: Doberan-Heiligendamm. Geschichte des ersten deutschen Seebades. Godewind Verlag, Wismar 1823, 2004 (Bearb. Neuauflage),  (ISBN 978-3-938347-23-2).
- Peter Schubert: Die heikle Geschichte Heiligendamms - wem gehört das berühmte Bad an der Ostsee? In: Welt am Sonntag. 3. Juni 2007.
- Hans Thielcke: Die Bauten des Seebades Doberan – Heiligendamm um 1800 und Ihr Baumeister Severin. Godewind, Wismar 1917, 2004 (Reprint).  (ISBN 978-3-938347-90-4)
- Samuel G. Vogel: Allgemeine Baderegeln zum Gebrauche für Badelustige überhaupt und diejenigen insbesondere, welche sich des Seebades in Doberan bedienen. Godewind, Börgerende-Rethwisch 1817, 2004 (Bearb. Neuauflage),  (ISBN 978-3-938347-88-1).